# ケンプナー級数
ケンプナー級数（ケンプナーきゅうすう、英: Kempner series:31–33）は、調和級数から、10進数表記において分母の整数の桁の数に"9"が含まれているものを除いた級数である。
{\displaystyle {\sideset {}{'}\sum _{n=1}^{\infty }}{\frac {1}{n}}={\frac {1}{1}}+{\frac {1}{2}}+\cdots +{\frac {1}{8}}+{\frac {1}{10}}+\cdots +{\frac {1}{18}}+{\frac {1}{20}}+\cdots +{\frac {1}{88}}+{\frac {1}{100}}+\cdots }
1914年にオーブリー・ジョン・ケンプナーによって初めて研究された。調和級数は発散するがケンプナー級数は収束する。ケンプナーは級数が90よりも小さいことを示した。ベイリー（Baillie）は級数の小数20桁の数を丸めた値（22.92067661926415034816、オンライン整数列大辞典の数列 A082838）を求めた。
ヒューリスティックに考えると、極めて大きい整数はそのほとんどが9を含むということによって収束が説明できる。例えば、ランダムに100桁の数を選んだとき、その数に"9"が含まれる確率は非常に高い。したがって大抵の100桁の数は調和級数から除外されることとなる。3桁の場合でも除外される数の個数の割合は28パーセントである。
シュメルツァー（Schmelzer）とベイリー（Baillie）は、より一般に特定の数が桁に含まれる数を除外した級数を求める効率的なアルゴリズムを発見した。例えば、"42"を抜いた場合級数の値は228.44630415923081325415となる。"314159"を抜いた場合は2302582.33386378260789202376となる（双方最後の桁で丸めてある）。

## 収束性
ケンプナーによる証明は、ハーディとライトの書籍:120、アポストルによる書籍:212など複数の本で紹介されている。級数の各項を桁数によって分類する。"9"を持たないn桁の数の個数は、上1桁に1から8、他のn - 1桁に0から8を選ぶ方法の個数8 × 9n - 1と等しい。また、n桁の数はいずれも10n - 1以上であるから、その逆数は101 - n以下である。したがって"9"を持たないn桁の数の逆数和は8 × (9/10)n - 1より小さい。8 × (9/10)n - 1の総和は収束し、
{\displaystyle 8\sum _{n=1}^{\infty }\left({\frac {9}{10}}\right)^{n-1}=80}
であるからケンプナー級数は80以下に収束する。同様の方法で0以外の1桁の数d（アラビア数字1, 2, 3,...,9）において、dを含む数を除外した級数の収束も考えることができる。0を除外する場合は上1桁を場合分けして考えなくともよく、n桁の"0"を持たない数の個数は9n個あるので、その逆数和は、
{\displaystyle 9\sum _{n=1}^{\infty }\left({\frac {9}{10}}\right)^{n-1}=90}
より小さいことが分かる。先に示した42の場合など、任意k桁の数dを除外するときも、級数は収束する。証明方法も1桁の数を桁の数に持つ場合と同様である。 まず、10k進数で数を表現したときに、10k進数で表された"d"を持つ数を10進数の場合と同様に除外する。数を10進数に戻すと、級数にはdを含まない数と、dを"k桁"の境界に含む数が存在している。dを含まない数のみを含む級数は、dを"k桁"の境界に含む数も含む収束級数よりも小さいので、収束する。例えば、d = 42では100進数において、（100進数で表された）"42"を除外する操作を行うが、このとき4217（= 42 × 100 + 17）や1742（= 17 × 100 + 42）は除外されるのに対し、1427（= 14 × 100 + 27）は除外されない。 
ファリ（Farhi）はケンプナー級数を一般化し、1桁の数dが、桁の数にn回出現する正整数の逆数和S(d, n) を考えた。S(9, 0)がケンプナー級数にあたる。ファリによれば、任意のdについて、n ≧ 1を変数とする数列S(d, n)は単調減少し10 ln(10)に収束する。数列をn = 0から始めた場合では必ずしも単調減少するわけではない。例えば、ケンプナー級数の収束値S(9, 0) ≈ 22.921 < 23.026 ≈ 10 ln(10) < S(9, n)（n ≧ 1）である。

## 近似法
ケンプナー級数の収束は非常に遅い。ベイリーによれば、1024項まで計算したとしても収束値との誤差は1より大きい。
ケンプナーにより示された上界80は非常に大雑把であった。1916年に、アーウィン（Irwin）は収束値が22.4から23.3の間であることを示した。その後、上記の値22.92067...に洗練された。
ベイリーはj乗の逆数和を考え、k + 1桁の数のj乗の寄与を、k桁の数をより大きい数で冪演算した値によって表現する方法を考案した。 この方法を用いてj = 1に帰着することで、より少ない計算回数によるケンプナー級数の算出を可能にした。

## アーウィンによる一般化
1916年、アーウィンはケンプナーの結果を一般化した。kを非負整数とする。ある数dがnの桁の数にk回以下出現するようなnの逆数和は収束する。
例えば、d = 9, k = 1とすると、9を含まないあるいは1つ含む数の逆数和となり、これは収束する。ケンプナー級数（d = 9, k = 0）は収束するので、9をただ1度含む数の逆数和も収束することが分かる。ベイリーは9をただ1度含む数の逆数和は約23.04428708074784831968に収束することを発見した。